# Bill Bunting
William Carl "Bill" Bunting (New Bern, Carolina del Norte, 26 de agosto de 1947) es un exjugador de baloncesto estadounidense que disputó tres temporadas en la ABA. Con 2,03 metros de estatura, jugaba en la posición de alero.

## Trayectoria deportiva

### Universidad
Jugó durante tres temporadas con los Tar Heels de la Universidad de Carolina del Norte en Chapel Hill, en las que promedió 11,3 puntos y 6,4 rebotes por partido. Tras dos temporadas irregulares, en las que promedió 7,8 puntos y 5,8 rebotes, fue en la última cuando despuntó, llegando hasta los 18,0 puntos y 7,7 rebotes, que le dieron una plaza en el mejor quinteto de la Atlantic Coast Conference.

### Profesional
Fue elegido en la vigésimo sexta posición del Draft de la NBA de 1969 por New York Knicks, y también por los Floridians en el Draft de la ABA, quienes lo traspasaron a los Carolina Cougars. Allí jugó una temporada como suplente, promediando 4,8 puntos y 3,0 rebotes por partido.
Al año siguiente fichó por los New York Nets, quienes mediada la temporada lo enviaron a los Virginia Squires, quienes al año siguiente, tras 16 partidos disputados, lo despidieron, retirándose definitivamente de las pistas.

## Estadísticas de su carrera en la ABA

### Temporada regular
| Temporada | Edad | Equipo           | Liga | P   | TIT | MIN  | TC  | TCA | %TC  | 3P  | 3PA | %3P  | TL  | TLA | %TL  | R.OF. | R.DEF. | REB | ASIS | ROB | TAP | PER | FP  | PTS |
| 1969-70   | 22   | Carolina Cougars | ABA  | 57  |     | 12.3 | 1.7 | 4.4 | .387 | 0.0 | 0.0 |      | 1.4 | 1.9 | .745 | 1.3   | 1.7    | 3.0 | 0.6  |     |     | 0.8 | 1.9 | 4.8 |
| 1970-71   | 23   | TOTAL            | ABA  | 72  |     | 15.6 | 1.6 | 3.4 | .465 | 0.0 | 0.0 |      | 1.4 | 1.7 | .839 | 1.4   | 1.8    | 3.2 | 0.8  |     |     | 1.0 | 2.2 | 4.6 |
| 1970-71   | 23   | New York Nets    | ABA  | 39  |     | 17.6 | 1.7 | 3.9 | .430 | 0.0 | 0.0 |      | 1.5 | 1.8 | .870 | 1.6   | 2.0    | 3.6 | 0.9  |     |     | 1.3 | 2.4 | 4.9 |
| 1970-71   | 23   | Virginia Squires | ABA  | 33  |     | 13.2 | 1.5 | 2.8 | .521 | 0.0 | 0.0 |      | 1.3 | 1.7 | .800 | 1.2   | 1.5    | 2.8 | 0.7  |     |     | 0.7 | 1.9 | 4.3 |
| 1971-72   | 24   | Virginia Squires | ABA  | 16  |     | 7.2  | 0.3 | 0.9 | .267 | 0.0 | 0.1 | .000 | 0.8 | 1.1 | .706 | 0.2   | 0.8    | 0.9 | 0.2  |     |     | 0.3 | 0.7 | 1.3 |
| Total     |      |                  | ABA  | 145 |     | 13.4 | 1.5 | 3.5 | .421 | 0.0 | 0.0 | .000 | 1.3 | 1.7 | .789 | 1.2   | 1.6    | 2.9 | 0.7  |     |     | 0.9 | 1.9 | 4.3 |

### Playoffs
| Temp.   | Edad | Equipo           | Liga | P | MIN | TCA | TC | 3PA | 3P | TLA | TL | R.OF. | REB | ASIS | ROB | TAP | PER | FP | PTS | %TC  | %3P | %FT  | MIN | PTS | REB | AST |
| 1970-71 | 23   | Virginia Squires | ABA  | 6 | 35  | 5   | 10 | 0   | 0  | 8   | 12 | 2     | 6   | 1    |     |     | 1   | 4  | 18  | .500 |     | .667 | 5.8 | 3.0 | 1.0 | 0.2 |
| Total   |      |                  | ABA  | 6 | 35  | 5   | 10 | 0   | 0  | 8   | 12 | 2     | 6   | 1    |     |     | 1   | 4  | 18  | .500 |     | .667 | 5.8 | 3.0 | 1.0 | 0.2 |